# Mühlehorn
Mühlehorn (toponimo tedesco) è una frazione di 416 abitanti del comune svizzero di Glarona Nord, nel Canton Glarona.

## Geografia fisica
Mühlehorn si affaccia sul lago di Walenstadt ed è collegato a Mollis dal passo Kerenzerberg (743 m s.l.m.).

## Storia

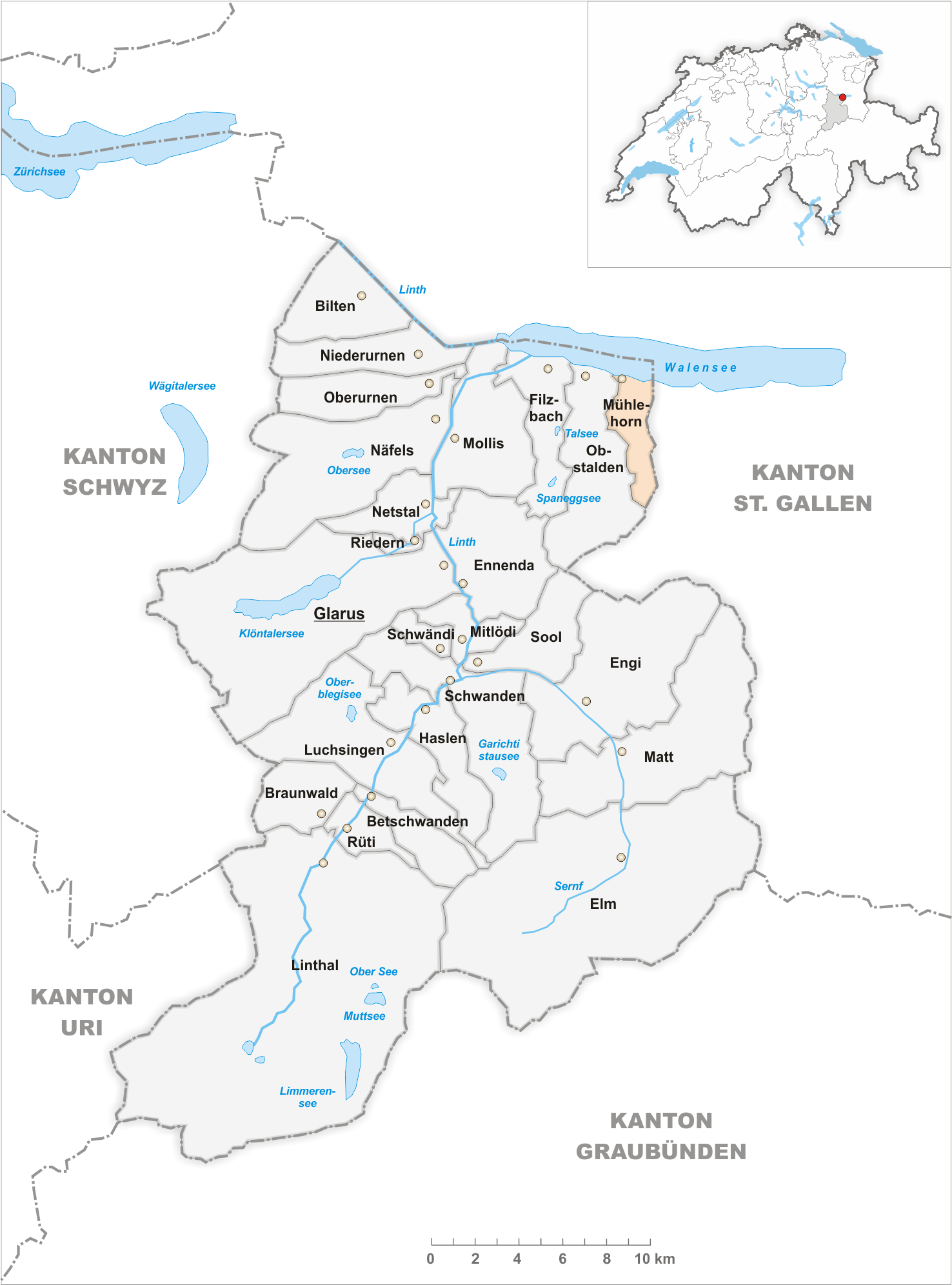
Il territorio del comune di Mühlehorn prima degli accorpamenti comunali del 2011

Già comune autonomo istituito nel 1806 per scorporo da quello di Obstalden, si estendeva per 7,75 km² e comprendeva anche le frazioni di Mühletal, Tiefenwinkel e Vortobel. Il 1º gennaio 2011 è stato accorpato agli altri comuni soppressi di Bilten, Filzbach, Mollis, Näfels, Niederurnen, Oberurnen e Obstalden per formare il nuovo comune di Glarona Nord.

## Monumenti e luoghi d'interesse

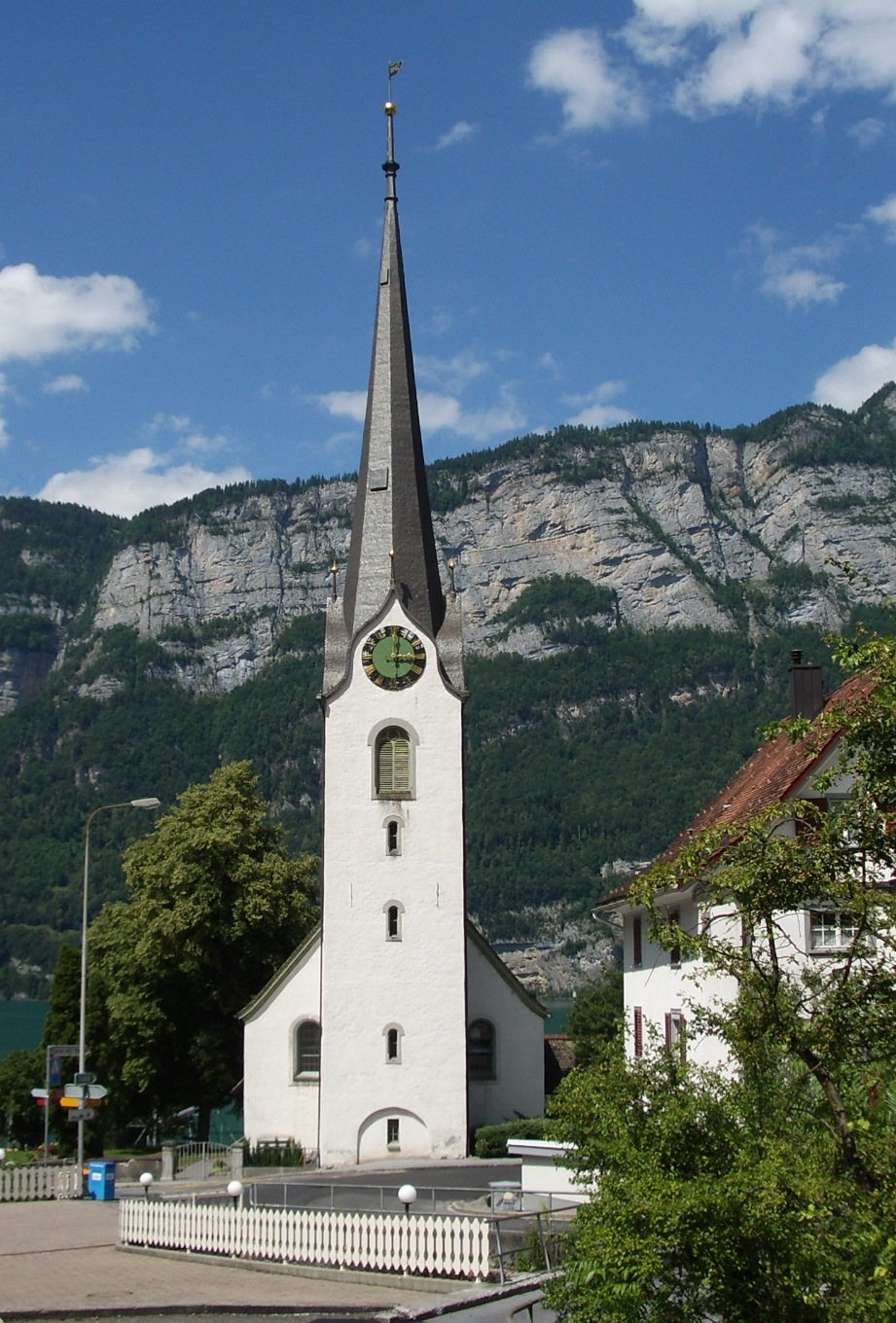
La chiesa riformata

- Chiesa riformata, eretta nel 1759-1761 da Hans Ulrich Grubenmann[1].

## Società

### Evoluzione demografica
L'evoluzione demografica è riportata nella seguente tabella:
Abitanti censiti

## Infrastrutture e trasporti

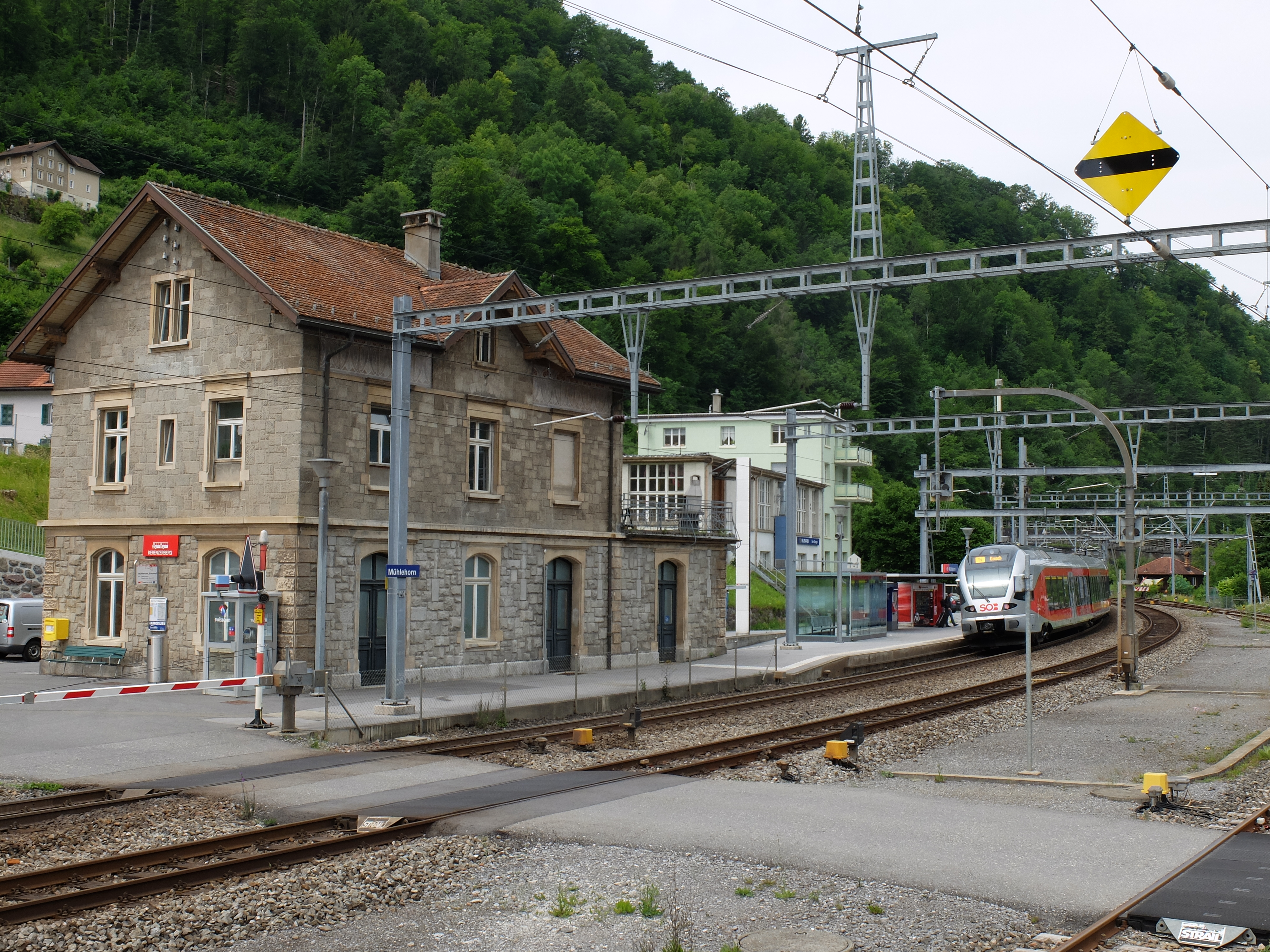
La stazione di Mühlehorn

La località è servita dalla stazione di Mühlehorn sulla ferrovia Ziegelbrücke-Sargans (linea S4 della rete celere di San Gallo).

## Amministrazione
Ogni famiglia originaria del luogo fa parte del comune patriziale che ha la responsabilità della manutenzione di ogni bene comune.